# José María Giménez
José María Giménez de Vargas (Toledo, 20 januari 1995) – alias José Giménez – is een Uruguayaans voetballer die doorgaans als centrale verdediger speelt. Hij verruilde Danubio in juli 2013 voor Atlético Madrid. Giménez debuteerde in 2013 in het Uruguayaans voetbalelftal.

## Clubcarrière
Giménez komt uit de jeugdacademie van Danubio. Hij debuteerde daarvoor op 17 november 2012 onder coach Juan Ramón Carrasco in de Uruguayaanse Primera División, tegen CA River Plate Montevideo. Hij speelde negentig minuten en zag zijn team met 2–0 verliezen. In totaal speelde hij zestien wedstrijden voor Danubio. Op 25 april 2013 maakte hij de overstap naar Atlético Madrid, dat één miljoen euro betaalde voor hem. Giménez debuteerde op 14 september 2013 voor Atlético Madrid in de Primera División, in een met 4–2 gewonnen thuiswedstrijd tegen UD Almería. Hij speelde de volledige wedstrijd naast zijn landgenoot Diego Godín.

## Clubstatistieken
| Seizoen | Club            | Competitie       | Competitie | Competitie | Beker | Beker | Internationaal | Internationaal | Overig | Overig | Totaal | Totaal |
| Seizoen | Club            | Competitie       | Wed.       | Dlp.       | Wed.  | Dlp.  | Wed.           | Dlp.           | Wed.   | Dlp.   | Wed.   | Dlp.   |
| ------- | --------------- | ---------------- | ---------- | ---------- | ----- | ----- | -------------- | -------------- | ------ | ------ | ------ | ------ |
| 2012/13 | Danubio         | Primera División | 16         | 0          | 0     | 0     | 0              | 0              | 0      | 0      | 16     | 0      |
| 2013/14 | Atlético Madrid | Primera División | 1          | 0          | 1     | 0     | 0              | 0              | 0      | 0      | 2      | 0      |
| 2014/15 | Atlético Madrid | Primera División | 20         | 1          | 4     | 1     | 4              | 0              | 0      | 0      | 28     | 2      |
| 2015/16 | Atlético Madrid | Primera División | 27         | 1          | 2     | 0     | 8              | 0              | 0      | 0      | 37     | 1      |
| 2016/17 | Atlético Madrid | Primera División | 17         | 0          | 6     | 1     | 6              | 0              | 0      | 0      | 29     | 1      |
| 2017/18 | Atlético Madrid | Primera División | 23         | 1          | 4     | 1     | 11             | 0              | 0      | 0      | 38     | 2      |
| 2018/19 | Atlético Madrid | Primera División | 21         | 0          | 2     | 0     | 5              | 2              | 1      | 0      | 29     | 2      |
| 2019/20 | Atlético Madrid | Primera División | 21         | 0          | 0     | 0     | 5              | 0              | 1      | 0      | 27     | 0      |
| 2020/21 | Atlético Madrid | Primera División | 21         | 0          | 1     | 0     | 4              | 1              | 0      | 0      | 26     | 1      |
| 2021/22 | Atlético Madrid | Primera División | 24         | 1          | 1     | 0     | 7              | 0              | 1      | 0      | 33     | 1      |
| 2022/23 | Atlético Madrid | Primera División | 23         | 2          | 3     | 0     | 5              | 0              | 0      | 0      | 31     | 2      |
| Totaal  | Totaal          | Totaal           | 214        | 6          | 24    | 3     | 55             | 3              | 3      | 0      | 296    | 12     |

## Interlandcarrière
Giménez was in juni en juli 2013 met Uruguay –20 actief op het WK –20 in Turkije. Hij debuteerde op 11 september 2013 onder bondscoach Óscar Tabárez in het  Uruguayaans voetbalelftal, in een WK-kwalificatiewedstrijd tegen Colombia. Uruguay won met 2–0 met de toen achttienjarige Giménez in de basiself. Giménez maakte op vrijdag 15 juni het enige doelpunt van de wedstrijd in het eerste duel van Uruguay op het WK 2018, in Jekaterinenburg tegen Egypte. Hij kopte in de 89ste minuut raak na een vrije trap vanaf de rechterflank. Hij kwam uiteindelijk in vier van de vijf WK-duels van Uruguay in actie tijdens de eindronde. Giménez was basisspeler van Uruguay op de Copa América 2016, Copa América Centenario en Copa América 2019.

## Erelijst
| UEFA Europa League | 1x | 2017/18          |
| UEFA Super Cup     | 1x | 2018             |
| Primera División   | 2x | 2013/14, 2020/21 |
| Supercopa          | 1x | 2014             |

1 Musso ·
2 Giménez ·
3 Azpilicueta ·
4 Gallagher ·
5 De Paul ·
6 Koke  ·
7 Griezmann ·
8 Barrios ·
9 Sørloth ·
10 Correa ·
11 Lemar ·
12 Lino ·
13 Oblak ·
14 Llorente ·
15 Lenglet ·
16 Molina ·
17 Riquelme ·
19 Álvarez ·
20 Witsel ·
21 Galán ·
22 G. Simeone ·
23 Reinildo ·
24 Le Normand ·
Coach: D. Simeone
· Assistent-coach: López
· Assistent-coach: Vivas
1 Muslera ·
2 Giménez ·
3 Godín  ·
4 Varela ·
5 Sánchez ·
6 Bentancur ·
7 Rodríguez ·
8 Nández ·
9 Suárez ·
10 De Arrascaeta ·
11 Stuani ·
12 Campaña ·
13 Silva ·
14 Torreira ·
15 Vecino ·
16 Pereira ·
17 Laxalt ·
18 Gómez ·
19 Coates ·
20 Urretaviscaya ·
21 Cavani ·
22 Cáceres ·
23 Silva ·
Coach: Tabárez
1 Muslera ·
2 Giménez ·
3 Godín  ·
4 Araújo ·
5 Vecino ·
6 Bentancur ·
7 De La Cruz ·
8 Pellistri ·
9 Suárez ·
10 De Arrascaeta ·
11 Núñez ·
12 Sosa ·
13 Varela ·
14 Torreira ·
15 Valverde ·
16 Olivera ·
17 Viña ·
18 Gómez ·
19 Coates ·
20 Torres ·
21 Cavani ·
22 Cáceres ·
23 Rochet ·
24 Canobbio ·
25 Ugarte ·
26 Rodríguez ·
Coach: Alonso